# Turistická značená trasa 4286
 Turistická značená trasa 4286 je 4,5 km dlouhá zeleně značená trasa Klubu českých turistů v okrese Semily spojující Studenov a Rokytnici nad Jizerou. Její převažující směr je jihovýchodní.

## Průběh trasy
Turistická trasa má svůj počátek na severním okraji Studenova na rozcestí s modře značenou trasou 1894 z Čertovy hory na Hoření Domky a žlutě značenou trasou 7225 z Harrachova do Dolní Rokytnice. Trasa klesá po asfaltové komunikaci okrajem lesa k jihovýchodu, poté vstupuje do lesa, kde se křižuje se žlutě značenou trasou 7307 z Vosecké boudy na Jestřabí v Krkonoších. Trasa 4286 pokračuje v klesání, vychází z lesa a pokračuje loukami do Rokytnice nad Jizerou. V jejím centru u autobusového nádraží se nachází rozcestí s modře značenou trasou 1895 od zdejšího nádraží na Dvoračky a výchozí žlutě značenou trasou 7308 na Rezek. Trasa 4286 opouští zástavbu města a stoupá po cestě mezi lyžařskými vleky na Sachrovu cestu, kde končí na rozcestí s červeně značenou trasou 0439 z Vysokého nad Jizerou na pramen Labe.

## Historie
Úsek ze Studenova do centra Rokytnice je starší, úsek jihovýchodně od něj byl vyznačen později.